# Mercurialis huetii
Mercurialis huetii là một loài thực vật có hoa trong họ Đại kích. Loài này được Hanry mô tả khoa học đầu tiên năm 1864.